# IPhone 12 Pro
iPhone 12 Pro及iPhone 12 Pro Max是由蘋果公司設計與銷售的智能手機，為第14代iPhone系列智慧型手機之一，亦是iPhone 11 Pro及iPhone 11 Pro Max的後繼機型。該系列於2020年10月13日在美國加利福尼亞州庫比蒂諾的蘋果園區舉行的發布會上隨著iPhone 12及iPhone 12 mini一同發布。由於2019冠状病毒病疫情關係，該發布會被延遲並改為線上直播進行。iPhone 12 Pro於2020年10月16日開始預訂，並於2020年10月23日在大部分地區發售；至於iPhone 12 Pro Max的預訂日期始於2020年11月6日，並於2020年11月13日在大部分地區發售。
iPhone 12 Pro及iPhone 12 Pro Max較前代機型主要的升級包括添加了5G技術（美國版具有毫米波天線）的支援、光學雷達掃描器、引進了MagSafe無線充電和輔助系統、Apple A14單晶片系統（SoC）、高動態範圍視頻杜比版本4K解像度影片錄製（速度為30或60 fps）、兩款機型外型也更改為方形，分別具有比前代機型更大的6.1英寸和6.7英寸顯示屏，並且從原來的64GB基本容量提升至128GB基本容量，同時也保留了256GB和512GB的其他存儲容量。此兩款機型如iPhone 12及iPhone 12 Mini一樣，同是蘋果公司首批不再包含先前的iPhone型號中所配備的電源適配器及EarPods耳機，然而USB Type-C至Lightning接頭仍然包括在內，而這項更改還追溯適用於蘋果公司出售的其他舊款iPhone型號，如iPhone XR、iPhone 11及iPhone SE (第二代)。

## 外觀設計
iPhone 12 Pro及iPhone 12 Pro Max是自iPhone X以來並首個重大的重新設計，這是類似於2018年以後的iPad Pro及第四代iPad Air。iPhone 12 Pro及iPhone 12 Pro Max配備平板式機身，這種設計在iPhone 4、iPhone 5S和第一代的iPhone SE中都可以看到。儘管有人猜測屏幕上的缺口寬度會減小，然而其尺寸類似於先前的iPhone型號。屏幕邊框比iPhone 11 Pro和從前的型號更薄，新設計還配備了稱為「Ceramic Shield」的陶瓷硬化前方玻璃，而背面則沿用上一代的雙離子交換強化玻璃。背面跟iPhone 11 Pro的三相機配置相同，但其光圈更大，並添加了LiDAR掃描器。
iPhone 12 Pro具有四種顏色可供選擇：金色、石墨色、銀色及太平洋藍色，太平洋藍色是取代午夜綠色的全新顏色，而石墨色則是太空灰的重新命名版本。所有顏色的正面都配以黑色玻璃面板。
| 顏色 | 名稱       |
| ---- | ---------- |
|      | 銀色       |
|      | 石墨色     |
|      | 金色       |
|      | 太平洋藍色 |

## 規格

### 硬體
iPhone 12 Pro使用了蘋果公司的六核心A14 Bionic仿生處理器，其中包含了下一代的16核心神經元引擎。它具有三個內部儲存容量選項，分別為128GB、256GB和512GB。iPhone 12 Pro的IP68防水防塵以及灰塵和污垢的等級，其防水效能可深達6米並能持續30分鐘。然而，生產商的保固範圍不涵蓋手機的液體損壞。
在大部分地區中，iPhone 12 Pro就如iPhone 12並不會有以往隨型號附送的耳機及電源適配器，然而iPhone於法國依然隨耳機一同銷售。蘋果公司聲稱這將減少碳排放，原因是大多數用戶經已擁有那些物品，不過蘋果公司仍然會把iPhone 11 Pro中引進的USB-C至Lightning連接線隨型號附送。
設計方面，iPhone 12 Pro及iPhone 12 Pro Max採用了跟前代相同的亞光質感的玻璃背板配以新的拋光直邊不鏽鋼邊框設計，兩款機型均採用了全新的前超瓷晶面板玻璃，顯著提升了其面板的硬度，從而提升抗墜落能力。兩款型號具有6.1或6.7英寸OLED技術的Super Retina XDR顯示幕，並採用由蘋果自家設計的A14仿生晶片，帶有新一代神經網路引擎。兩者均配有Face ID。
iPhone 12 Pro及iPhone 12 Pro Max系列的鏡頭擁有跟上代相似的設計，三個鏡頭與一個閃光燈置於手機背面左上方的一個方形框架中，並增加了一個雷射雷達掃描器。它們在IEC 60529的標準下達到IP68等級，能夠防潑、抗水及防塵、防塵，並可在6米的水下停留長達30分鐘。它們採用由蘋果公司自家設計的A14仿生晶片，帶有新一代神經網路引擎。

#### 行動網路
在iPhone歷史中，iPhone 12 Pro及iPhone 12 Pro Max是首個支援5G新無線的蜂窩無線網絡的型號，它們支援藍牙5.0，2x2 MIMO Wi-Fi 6（IEEE 802.11ax）和4x4 MIMO 5G新無線連接的技術，這樣就可以實現高達200 Mbps的上傳速度和高達4 Gbps的下載速度。但是，只有在美國銷售的型號才支持最快的mmWave技術。那些在世界其他地方（包括加拿大）出售的型號僅支援6GHz以下的頻段。一項名為「智慧數據模式」的新功能僅在必要時才啟用5G，以保持電池壽命和數據使用量。此兩款型號依舊支援同一部iPhone跟AirPods或Beats耳機連接的音訊共享功能，它們依然配備一個用於空間感知的超寬頻晶片U1，在美國發售的A2341及A2342機型、加拿大和日本發售的A2406及A2410型號、在其他國家和地區發售帶有eSIM功能及支援eSIM+實體SIM的雙SIM卡的A2407及A2411型號，以及在中國 、香港、澳門發售無eSIM功能的A2408、A2412機型，但該機型支援雙實體SIM的雙SIM卡功能。。
僅在美國發售的A2341、A2342機型支援5GmmWave蜂窩無線網絡技術，而其他機型僅支援5G（sub‑6 GHz）技術。

#### 顯示器
iPhone 12 Pro及iPhone 12 Pro Max系列的顯示幕類似於iPhone 11 Pro，採用全螢幕設計，並分別配備了比較之前型號更大的6.1英寸及6.7英寸OLED顯示幕，螢幕採用Super Retina XDR顯示幕，其邊框比上代的iPhone還要薄，使iPhone 12 Pro Max成為迄今為止最大的iPhone顯示幕。這兩款電話還引入了一種跟康寧公司共同研發的一種名為「Ceramic Shield」的新玻璃陶瓷覆蓋物。蘋果公司聲稱「Ceramic Shield擁有四倍更好的墜落性能」，而且它「比任何智慧型手機玻璃都要堅韌」。
iPhone 12 Pro具備了460ppi的解析度，而iPhone 12 Pro Max具備458ppi的解析度，支援800尼特的最大亮度，在顯示HDR內容時能夠達到1,200尼特的最大亮度，並支援原彩顯示及廣色域顯示（P3），它擁有2000000：1的顯示對比度。跟上一代iPhone 11 Pro機型一樣，iPhone 12 Pro並不支援力度觸控，其只能使用觸感觸控進行快速操作。它支援杜比視界和HDR10的播放，而且螢幕支援HDR顯示。iPhone 12 Pro依舊擁有雙立體聲揚聲器，亦支援杜比全景聲的播放。iPhone 12 Pro也仍舊擁有Face ID的功能。

#### 電池
iPhone 12 Pro配備了10.78 Wh（2,815 mAh）電池，這與標準iPhone 12中的電池相同，但相比上一代iPhone 11 Pro中的11.67 Wh（3,046 mAh）電池略有減少，使其電池續航時間相對下降了一小時；iPhone 12 Pro Max具有14.13 Wh（3,687 mAh）電池。但電池不能由用戶自行更換。
除了Lightning和Qi (無線充電標準)充電，該兩款智能電話還引入了無線充電技術MagSafe，那是基於磁鐵的新型充電和輔助系統，可以讓配件如充電器和電話套之類的附件能夠扣在手機背面。MagSafe無線充電支援高達15W的電力，並具有20W的快速充電功能，這是對2006年跟原始MacBook Pro一起推出的MagSafe品牌的重新構想。MagSafe充電器以及各種保護套和其他配件可以單獨購買。

#### 處理器
iPhone 12 Pro及iPhone 12 Pro Max系列均隨附Apple A14仿生晶片，那是首款基於ARM架構在5納米製程技術的智能手機單晶片系統（SoC），它擁有2個性能核心和4個能效核心，相比上一代的Apple A13 仿生，A14 仿生晶片的神經網路引擎數量得到了翻倍，A14仿生晶片擁有16核心神經網路引擎，每秒可進行11萬億次運算。然而與往年不同的是，iPhone 12 Pro和iPhone 12 Pro Max並非首批採用蘋果公司最新的A14晶片系列處理器的裝置，iPad Air (第四代)才是蘋果公司第一款包含Apple A14仿生的設備。iPhone 12 Pro和iPhone 12 Pro Max還內置Apple M14運動協同處理器。
iPhone 12 Pro和iPhone 12 Pro Max還採用高通的X55的5G調製解調器。

#### 相機

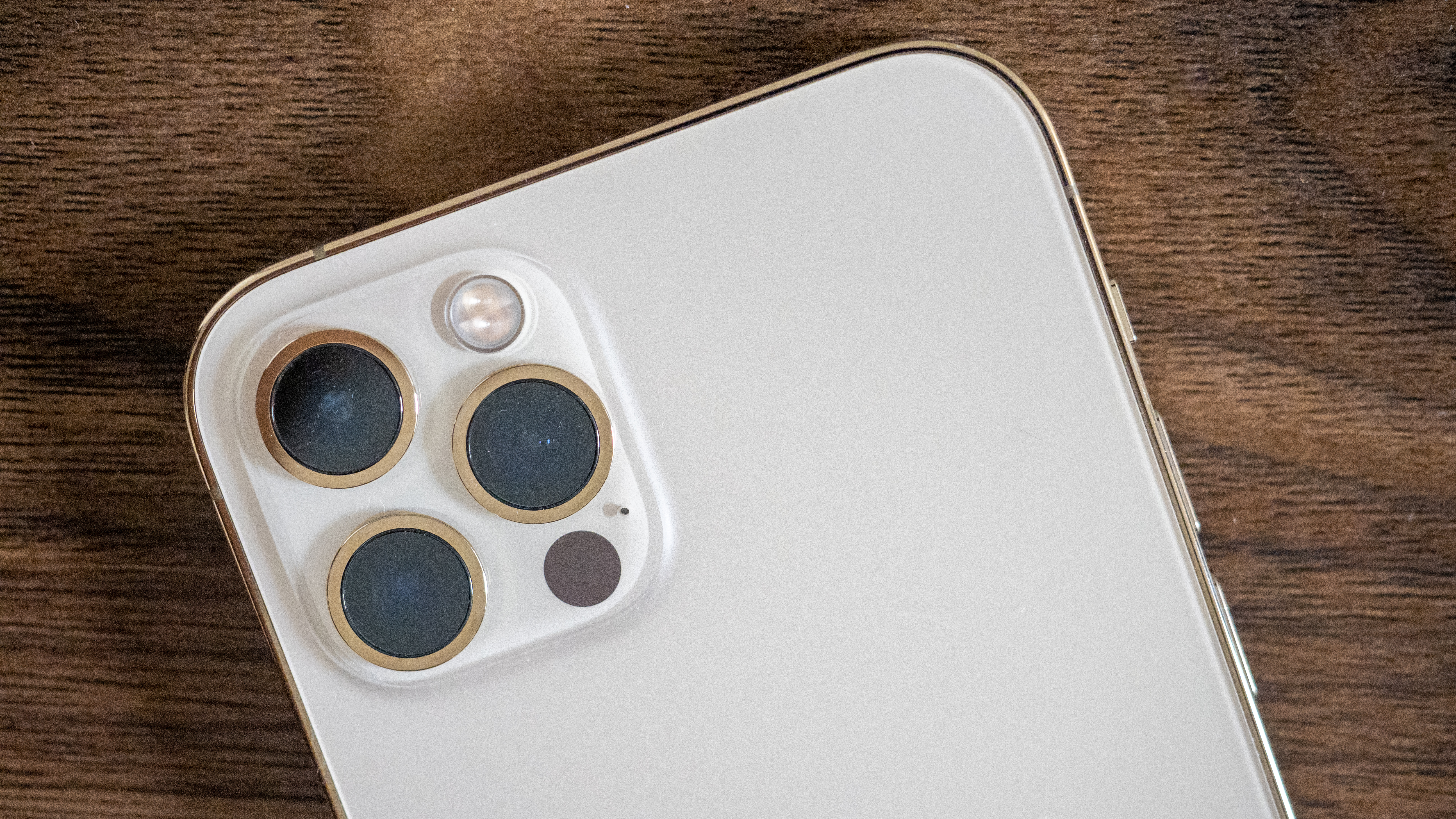
iPhone 12 Pro的相機。

相機方面，iPhone 12 Pro配備了四個相機鏡頭：一個前置鏡頭和三個後置鏡頭，包括一個跟iPhone 11 Pro系列相同的ƒ/2.2光圈的1,200萬像素前置鏡頭，後置鏡頭包括了ƒ/2.0光圈長焦、ƒ/1.6光圈廣角及ƒ/2.4光圈超廣角鏡頭；而iPhone 12 Pro Max則採用了全新的鏡片組合，它擁有一個ƒ/2.2光圈的六鏡式長焦鏡頭、ƒ/1.6光圈的七鏡式廣角鏡頭，及ƒ/2.4光圈的五鏡式超廣角鏡頭。iPhone 12 Pro僅後置廣角及長焦鏡頭支援光學圖像穩定功能，iPhone 12 Pro Max的廣角鏡頭還擁有傳感器位移式光學圖像防震功能，並把f/2.2光圈鏡頭取代了f/2.0光圈的遠攝鏡頭，從而使三個後置鏡頭之間於iPhone 12 Pro的4倍範圍內達到5倍的最大光學變焦範圍。
iPhone 12 Pro支援前後鏡頭的人像模式及人像光效功能，以及立體聲錄音功能；其人像光效功能支持六種效果（自然光、攝影棚燈光、輪廓光、舞台燈光、舞台燈光黑白、高色調燈光黑白）。前置鏡頭依然支援慢動作影片1080p（120 fps）的拍攝功能，也支援最高可達4K 30fps的杜比視界HDR影片拍攝。iPhone 12 Pro還新增了夜間模式，用於在所有四個相機上進行影片錄製。此兩款型號的後置鏡頭是首批能夠以擴展動態範圍拍攝最高4K 60fps的10位杜比視界HDR影片的智慧型手機，前置鏡頭及夜間模式影片亦支援此設定。iPhone 12 Pro新增了影片快錄功能，用戶可以不用切換拍攝模式，只需在照片模式下按住快門按鈕，就能開始錄製影片。
iPhone 12 Pro仍然支援深度融合（Deep Fusion）功能，並更新了支援場景檢測智能HDR 3，並且這些技術首次支援所有鏡頭，包括前置鏡頭，即使在複雜的場景中，用户也能拍到栩栩如生的影像。iPhone 12 Pro還新增了Apple ProRAW技術，它把蘋果公司的多幀圖像處理和計算攝影與通用的RAW格式互相結合，讓用户更具靈活性和編輯空間。iPhone 12 Pro還新增了雷射雷達掃描器，讓用戶帶來身處其境的擴張實境（AR）體驗，鏡頭於低光環境中能更快自動對焦，並且讓用戶可以使用其進行夜間模式人像拍攝，但兩倍變焦的夜間模式是由主鏡頭裁剪而成。iPhone 12 Pro還具有用於AR和電腦輔助照片增強服務。
| iPhone 12 Pro鏡頭功能支援情況 | iPhone 12 Pro鏡頭功能支援情況 | iPhone 12 Pro鏡頭功能支援情況 | iPhone 12 Pro鏡頭功能支援情況 | iPhone 12 Pro鏡頭功能支援情況 |
| 功能                          | 超廣角鏡頭                    | 廣角鏡頭                      | 長焦鏡頭                      | 前置鏡頭                      |
| ----------------------------- | ----------------------------- | ----------------------------- | ----------------------------- | ----------------------------- |
| 智能HDR 3                     | 是                            | 是                            | 是                            | 是                            |
| 深度融合                      | 是                            | 是                            | 是                            | 是                            |
| 夜間模式                      | 是                            | 是                            | 是                            | 是                            |

#### 感測器
iPhone 12 Pro和iPhone 12 Pro Max中所包含的傳感器幾乎可以追溯至iPhone X之前的機型中所使用的傳感器。當中包括了加速規、陀螺儀、氣壓錶、鄰近感測器、環境光感測器及數碼羅盤。這些裝置還包括Face ID面部識別系統，該系統由多個傳感器組成：主要是遠紅外線投射器、泛光照明器，以及一個讓安全區域掃描和存儲用戶的面容的紅外線相機。iPhone 12 Pro和iPhone 12 Pro Max包含了新的傳感器—光學雷達掃描器，它類似於第四代iPad Pro的功能，容許額外的擴張實境（AR）的功能受支援，例如可以透過「測量」的應用程式中測量用戶的大約身高的能力。

### 軟體
Phone 12 Pro及iPhone 12 Pro Max內置蘋果公司的iOS流動作業系統。iOS的使用者介面是採用基於多點觸控手勢的直接操作界面，界面控制元素涉及由拉動、開關和按鈕來控制。跟iOS操作系統的交互包括「滑動」、「點擊」、「拉捏」和「反向拉捏」等手勢動作，所有這些動作在iOS操作系統及其多點觸控界面上的內容中都具有特定的定義。某些應用程式使用內置加速規來回應裝置搖晃（一種常見的結果是還原命令）或垂直旋轉（一種常見的結果是從縱向模式切換為橫向模式）。
iPhone 12 Pro是首個內置iOS 14.1的裝置，它隨附有iOS常規的應用程式，如Safari、天氣和訊息，其中還包括了一個自iOS 5發行以來隨iPhone 4S一起發行的iOS個人助理—Siri。

#### Apple Pay
iPhone 12 Pro系列依然支援近場通訊（NFC）功能，並支援通過Apple Pay交易及支付功能，並依然支援在電量耗盡後仍然可通過備用電量使用快捷支付的功能；此功能可讓用戶在手機電量低至自動關機後的最多5小時內仍能夠繼續使用iPhone乘搭大眾交通工具。

## 發行
iPhone 12 Pro系列於2020年10月13日於蘋果園區隨iPhone 12及iPhone 12 mini一同發布。由於2019冠状病毒病疫情，發布會改為線上直播發布。iPhone 12 Pro系列發行後，蘋果公司官方網站上的iPhone 11、iPhone XR及iPhone SE系列同時下調價格，iPhone 11 Pro系列手機並同時下架。

### 評價
iPhone 12 Pro獲得了大部分正面的評價。《The Verge》稱其為「美麗、功能強大和難以置信能力的裝置」，讚揚它讓人想起iPhone 5的新設計，A14仿生處理器的速度及其5G能力，但注意到跟iPhone 11 Pro相比，其電池壽命有所減少；但跟iPhone 12相比，其升級數量較少。《Engadget》也給予了iPhone 12 Pro正面的評價，它稱讚MagSafe無線充電和配件系統，以及已改進的拍攝系統，但指出若用戶已經購買了新iPhone，就缺乏了升級的動力。
蘋果公司因繼續依賴Face ID作為解鎖設備的唯一生物辨識選項而受到批評，因該技術不兼容用戶戴著口罩使用。IPhone SE (第二代)是蘋果公司目前生產的唯一支援Touch ID（跟面罩兼容的替代選項）的手機。所有型號仍可以使用密碼登錄。

## 爭議

### 電源適配器和EarPods
蘋果公司從本代iPhone開始，已從所有新的iPhone盒中移除了EarPods和電源適配器，這包括iPhone 12和iPhone 12 Pro以及所有仍在販售的舊型號iPhone。據蘋果公司的聲稱，刪除這些物品將減少電子垃圾並容許使用較小的iPhone盒子，從而容許同時運輸更多裝置以減少碳足跡。雖然包裝盒當中提供了一條USB-C至Lightning電線，但跟蘋果公司先前隨裝置附帶現有的USB-A電源適配器不兼容。用戶仍然可以使用其現有的USB-A電源適配器和電線，但是必須購買單獨出售的USB-C電源適配器才能啟用Qi無線快速充電。蘋果公司的這個行為受到不少消費者的批評，認為這是為了環保而環保，卻剝奪了消費者的福利，而迫使消費者要用更多金錢去購買額外的電源適配器和耳機，也有聲音質疑這樣的做法是否真的對環保有實質的貢獻。
2020年12月，巴西圣保罗州消费者保护机构Procon-S通知苹果，认为在该国销售不带充电器的iPhone违反巴西《消费者保护法》。2021年3月22日，苹果公司因未在iPhone 12的包装盒里附送充电器，违反了巴西《消费者保护法》，在圣保罗州被处以近200万美元的罚款。除此之外，在法国销售的iPhone 12系列则附带了USB Type-C和Lightning耳机，以此符合法国当地“手机制造商必须向其设备提供免提解决方案”的法律规定。

### 可修復性
iFixit及澳洲科技YouTuber曉治·積費里斯（Hugh Jeffreys）發現iPhone 12系列當中一些關鍵部件，例如相機故障或是若它們被替換新的或從那些取自其他相同的供體單元時會顯示警告。蘋果公司的內部文件還提到，從iPhone 12及其後續型號開始，為了解決硬件的更改，授權的技術人員必須透過內部系統配置工具對維修單元進行重新編程來運作電話。儘管蘋果公司尚未對此問題發表評論，然而無法替換關鍵系統組件引起了人們對電子維修權及計畫性報廢的關注。

## 環境數據

### 碳足跡
iPhone 12 Pro的碳足跡為82千克（181磅）的碳排放量，相比之前的型號iPhone 11 Pro多出了6千克（13磅）；iPhone 12 Pro Max的碳足跡為86千克（190磅）碳排放量，相比之前的型號iPhone 11 Pro Max同樣多出了6千克（13磅）。iPhone 12 Pro和iPhone 12 Pro Max所生產的溫室氣體排放總量分別為86％和82％，它們是由裝置生產及主要資源使用而來，而剩餘的排放是透過首次使用、運輸及報廢處理而釋放的。

## iPhone产品时间线
| iPhone型號年表 |
| -------------- |
|                |

## 外部連結
- 官方网站
- iPhone 12 Pro 官方網站（臺灣）（页面存档备份，存于）
- iPhone 12 Pro 官方網站（中國大陸）（页面存档备份，存于）
- iPhone 12 Pro 官方網站（香港）（页面存档备份，存于）
- iPhone 12 Pro 官方網站（日本）（页面存档备份，存于）
- iPhone 12 pro complete specs （页面存档备份，存于）

| 前任者： iPhone 11 iPhone 11 Pro / 11 Pro Max iPhone SE（第二代） | iPhone 12 / 12 mini iPhone 12 Pro / 12 Pro Max 第14代 | 繼任者： iPhone 13 mini iPhone 13 iPhone 13 Pro / 13 Pro Max |